# Paula Fernandes
Paula Fernandes de Souza, född 28 augusti 1984 i Sete Lagoas, Minas Gerais, Brasilien, är en brasiliansk countrysångerska.

## Diskografi
Album
- 1993: Paula Fernandes
- 1995: Ana Rayo
- 2005: Canções do Vento Sul
- 2007: Dust in the Wind
- 2009: Pássaro de Fogo

Livealbum
- 2011: Paula Fernandes: Ao Vivo